# Landesamt für Arbeitsschutz, Gesundheitsschutz und technische Sicherheit Berlin
Das Landesamt für Arbeitsschutz, Gesundheitsschutz und technische Sicherheit Berlin (LAGetSi) ist eine Behörde in Berlin mit Ordnungsaufgaben (Ordnungsbehörde) nach Allgemeinem Sicherheits- und Ordnungsgesetz. Im Jahr 2023 hat das LAGetSi 1700 Berliner Betriebe kontrolliert.

## Organisation
Das Amt wird nach außen durch den Direktor vertreten. Ihm arbeitet der Leitungsstab direkt zu. Das LAGetSi hatte im Mai 2024 160 Beschäftigte.
Unterhalb der Leitungsebene gliedert sich das Amt in fünf Abteilungen, diese sind gegliedert in 13 Referate und die Rechtsstelle:
- Abteilung I: Betrieblicher Arbeitsschutz
  - Referat I A: Betrieblicher Arbeitsschutz I
  - Referat I B: Arbeitsschutz am Bau
- Abteilung II: Spezifischer Arbeitsschutz
  - Referat II A: Sozialer Arbeitsschutz (Arbeitszeit, Heimarbeit, Jugendarbeitsschutz, Mutterschutz)
  - Referat II B: Sozialvorschriften im Straßenverkehr (Lenk- und Ruhezeiten)
  - Referat II C: Gewerbeärztlicher Dienst/Arbeitspsychologie (Belastung, Berufskrankheit)
- Abteilung III: Gesundheitsschutz
  - Referat III A: Strahlenschutz
  - Referat III B: Chemikaliensicherheit
- Abteilung IV: Technische Sicherheit
  - Referat IV A: Überwachungsbedürftige Anlagen, Immissionsschutz, Anlagensicherheit
  - Referat IV B: Produktsicherheit und Energieeffizienz (CE-Kennzeichnung, Energieverbrauchskennzeichnung, Reifenlabel)
  - Referat IV C: Explosivstoffe
- Abteilung ZS (Zentraler Service)
  - Rechtsstelle: Rechtsangelegenheiten, Transparenzstelle
  - Referat ZS A: Finanzen, Innere Dienste
  - Referat ZS B: Personal, Ausbildung
  - Referat ZS C: Digitalisierung, IT-Betrieb

## Dienstsitz
Das Landesamt hat seinen Sitz an der Turmstraße 21 im Ortsteil Moabit, auf dem Gelände des ehemaligen Krankenhauses Moabit.